# Tomasz Malasiński
Tomasz Malasiński (ur. 23 sierpnia 1986 w Nowym Targu) – polski hokeista, reprezentant Polski.

## Kariera
- Podhale Nowy Targ
- SMS I Sosnowiec (2002–2005)
- GKS Jastrzębie (2005–2006)
- Podhale Nowy Targ (2006–2010)
- MMKS Nowy Targ (2010)
- Ciarko PBS Bank KH Sanok (2010–2013)
- 1928 KTH Krynica (2013)
- GKS Tychy (2013-2014)
- Swindon Wildcats (2014-2017)
- Tauron KH GKS Katowice (2017-2019)
- Swindon Wildcats (2019-)

Wychowanek Podhala Nowy Targ. Absolwent NLO SMS PZHL Sosnowiec z 2005. Podczas gry w barwach macierzystego Podhala do 2010 stworzył zgrany, widowiskowy i skuteczny atak z innymi nowotarskimi wychowankami, Krystianem Dziubińskim oraz Dariuszem Gruszką (początkowo zwany „atakiem dzieci” z racji młodego wieku hokeistów). Od września 2010 zawodnik Ciarko KH Sanok. Jego trzyletni kontrakt upłynął po zakończeniu sezonu 2012/2013. W sanockim zespole ponownie stworzył zgrany tercet wraz z Dziubińskim i Gruszką. Od 2013 zawodnik drużyny 1928 KTH Krynica. 22 listopada 2013 rozwiązał kontrakt z klubem. Od 26 listopada 2013 do maja 2014 zawodnik GKS Tychy. Od lipca 2014 zawodnik angielskiego klubu Swindon Wildcats w drugiej lidze brytyjskiej English Premier Ice Hockey League. W kwietniu 2015 przedłużył kontrakt z klubem, a w maju 2016 prolongował umowę o dwa lata. Po sezonie 2016/2017 odszedł z klubu. Od maja 2017 zawodnik GKS Katowice. W maju 2019 został ponownie zawodnikiem Swindon Wildcats, wiążąc się z tym klubem trzyletnim kontraktem.
Występował w juniorskich kadrach Polski. W barwach reprezentacji Polski do lat 18 uczestniczył w turnieju mistrzostw świata juniorów do lat 18 w 2004 (Dywizja I). W barwach reprezentacji Polski do lat 20 uczestniczył w turnieju mistrzostw świata juniorów do lat 20 w 2005 (Dywizja I). W barwach seniorskiej kadry Polski uczestniczył w turniejach mistrzostw świata 2009 (Dywizja I), 2010 (Dywizja I), 2012 (Dywizja IB), 2013 (Dywizja IB), 2014 (Dywizja IB), 2015, 2016, 2017, 2018 (Dywizja IA), 2019 (Dywizja IB). Podczas ostatniego z tych turniejów był kapitanem kadry, a po zakończeniu rywalizacji ogłosił zakończenie kariery reprezentacyjnej.
W trakcie kariery określany pseudonimem Malaś.

## Sukcesy i wyróżnienia
Reprezentacyjne
- Awans do mistrzostw świata Dywizji I Grupy A: 2014

Klubowe
- Złoty medal mistrzostw Polski: 2007, 2010 z Podhalem Nowy Targ, 2012 z Ciarko PBS Bank KH Sanok
- Puchar Polski: 2010, 2011 z Ciarko PBS Bank KH Sanok
- Srebrny medal mistrzostw Polski: 2014 z GKS Tychy, 2018 z Tauron KH GKS Katowice
- Brązowy medal mistrzostw Polski: 2019 z Tauron KH GKS Katowice

Indywidualne
- Polska Liga Hokejowa (2011/2012):
  - Czwarte miejsce w klasyfikacji strzelców w sezonie zasadniczym: 23 gole
- Turniej finałowy Pucharu Polski 2012/2013:
  - Najlepszy napastnik meczu finałowego
- Mistrzostwa Świata w Hokeju na Lodzie 2013/I Dywizja Grupa B:
  - Drugie miejsce w klasyfikacji strzelców turnieju: 5 goli
- Mistrzostwa Świata w Hokeju na Lodzie 2014/I Dywizja Grupa B:
  - Drugie miejsce w klasyfikacji strzelców turnieju: 4 gole[20]
- Mistrzostwa Świata w Hokeju na Lodzie 2016/I Dywizja#Grupa A:
  - Hat-trick w meczu turnieju mistrzostw świata przeciwko Słowenii (4:1) 26 kwietnia 2016, stanowiącym spotkanie nr 100 zawodnika w kadrze Polski[21][22]
  - Pierwsze miejsce w klasyfikacji strzelców turnieju: 5 goli[23]
  - Trzecie miejsce w klasyfikacji kanadyjskiej turnieju: 5 punktów[24]
  - Pierwsze miejsce w klasyfikacji +/− turnieju: +5[25]
- English Premier Ice Hockey League (2015/2016):
  - Najlepszy zawodnik klubu i najlepszy napastnik zespołu w uznaniu kibiców klubu Swindon Wildcats[26]
- English Premier Ice Hockey League (2017/2017):
  - Najlepszy zawodnik klubu i najlepszy napastnik zespołu w uznaniu kibiców klubu Swindon Wildcats[27][28]
- Polska Hokej Liga (2017/2018)[29]:
  - Drugie miejsce w klasyfikacji strzelców w sezonie zasadniczym: 26 goli